# Brea (Thrakien)

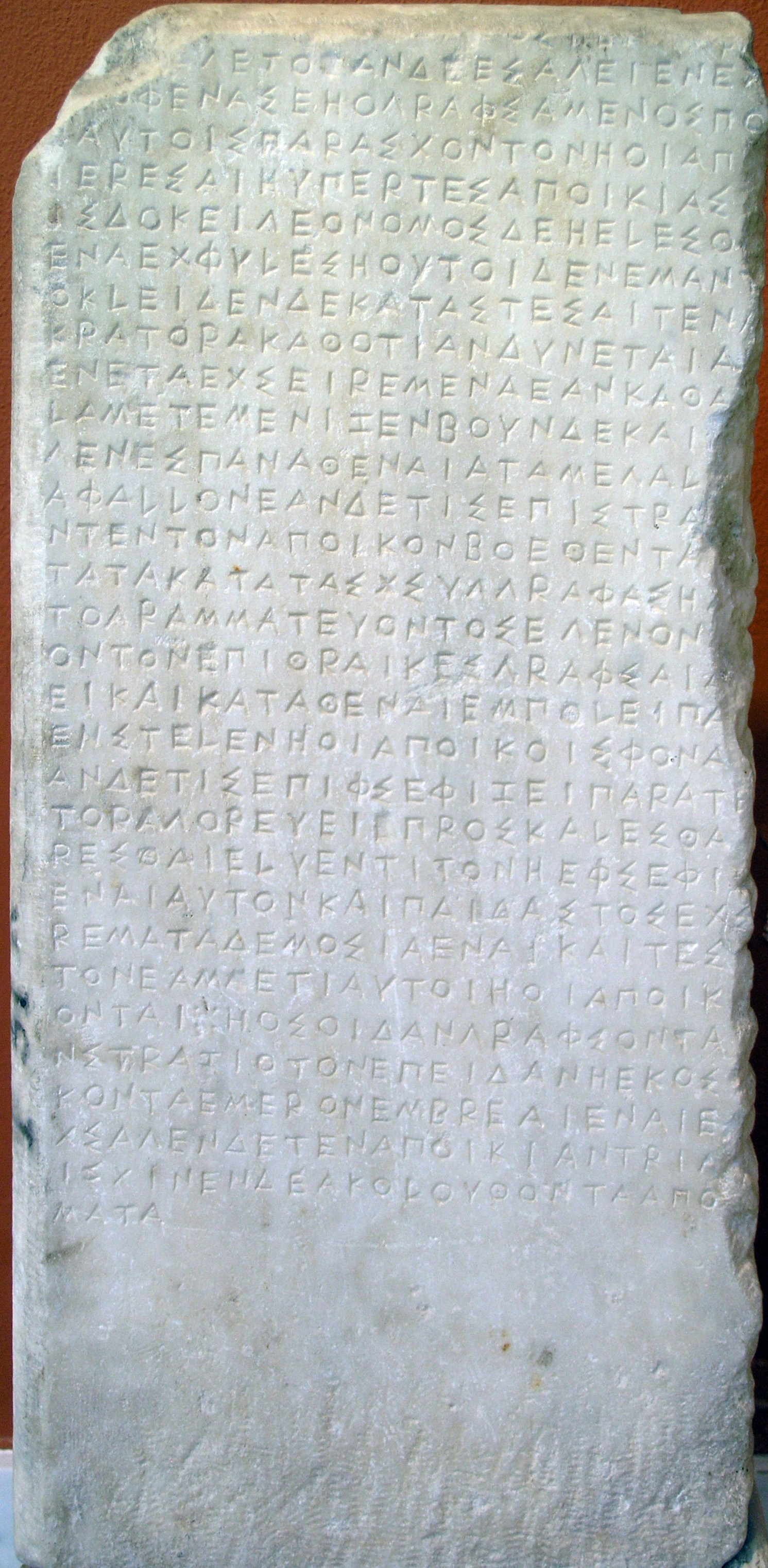
Brea-Stein im Epigraphischen Museum Athen

Brea (altgriechisch Βρέα Femininum, Einwohner Βρεαῖος oder Βρεάτης) war eine antike griechische Polis (Stadt) in Thrakien, am Unterlauf des Strymon, bei den Bisalten. Über die Stadt selbst ist nichts bekannt. Trotzdem ist die Stadt bedeutend und wichtig durch eine Inschrift, in der ihre Gründung 446/5 v. Chr. festgehalten wird, das sogenannte Brea-Dekret oder die Brea-Inschrift, der Brea-Stein.

## Lage und Geschichte
Die genaue Lage ist unbekannt. Die Stadt war eine Kolonie Athens. Über ihr weiteres Schicksal nach ihrer Gründung gibt es keine Informationen, vielleicht wurde sie schon wenige Jahre nach der Gründung von den Thrakern vernichtet oder ging später in der 437 v. Chr. gegründeten Kolonie Amphipolis auf.  Bei Thukydides taucht sie nicht mehr auf. 

## Plutarch
Plutarch erwähnt die Gründung von Brea in seinem Perikles.
Er interpretiert diese Kolonisation so, dass Perikles in seiner Weitsicht zum einen mit einem Sozialprogramm die Not des Volks linderte und deshalb insbesondere Arbeitslose in die Kolonie schickte und zum anderen mit der Kolonie die verbündeten Poleis in Thrakien einschüchtern wollte.

## Das Brea-Dekret
Das Brea-Dekret (446/5 v. Chr.) ist eine in Stein gehauene inschriftliche Quelle zur athenischen Kolonisation im 5. Jh. v. Chr. und das Beispiel der planmäßigen Anlage einer selbständigen Polis im Rahmen der athenischen Kolonisationspolitik und Herrschaftsausübung am Anfang des Attischen Seebundes. Der Text führt mehrere Bestimmungen auf über die Teilnehmer und die Durchführung des Zuges, die Abhaltung der Opfer, die Anlage heiliger Bezirke, den Hauptbevollmächtigten. Dazu kommt die Verpflichtung der verbündeten Städte in Thrakien, dass sie Brea bei thrakischen Überfällen beistehen sollen. Die athenische Volksversammlung offenbart hiermit wohl die eigentliche Funktion der Kolonisation, die Machtposition in dieser Gegend aufrechtzuerhalten, denn Athen hatte aufgrund der strategischen Lage, der Bergwerke und der dort abzubauenden Edelmetalle ein ausgeprägtes Interesse an der Strymongegend.
Die Quelle übersetzt:
… derjenige, der Anzeige erstattet hat oder der Kläger. … sollen ihnen zur Verfügung stellen die Siedlungsleiter (apoikistai), um für die Apoikie (= Kolonie) so viele glückverheißende Opfer darzubringen, wie sie für gut befinden. Als Geonomen (= Landverteiler) soll man wählen zehn Männer, einen aus einer (jeder) Phyle; diese sollen verteilen das Land. Demokleides soll einrichten die Apoikie als Bevollmächtigter nach bestem Vermögen. Die heiligen Bezirke, die reserviert sind, soll man lassen wie sie sind, und weitere nicht mehr abstecken. Ein Rind und eine Panhoplie (= volle Rüstung) soll man entsenden zu den Großen Panathenäen und zu den Dionysien einen Phallos. Wenn jemand einen Feldzug unternimmt gegen das Gebiet der (attischen) Siedler, sollen Hilfe leisten die Städte so energisch wie möglich gemäß den Vereinbarungen, die, als … Schriftführer war, getroffen wurden bezüglich der Städte in Thrakien. Aufzeichnen soll man diese Bestimmungen auf einer Stele und (sie) aufstellen in der Polis; zur Verfügung stellen sollen die Stele die Siedler auf ihre eigenen Kosten. Wenn jemand eine Abstimmung veranlasst, (die) gegen (die Bestimmungen) dieser Stele (verstößt) oder wenn ein Redner einen Antrag stellt und zu veranlassen versucht, etwas am Beschlossenen abzuändern oder zu annullieren, sollen der Atimie (= Aberkennung der bürgerlichen Rechte) verfallen er und seine Söhne, und sein Vermögen soll eingezogen werden und der Göttin (Athene) der zehnte Teil zufallen, sofern nicht die Siedler selbst … ersuchen. Diejenigen, die sich einschreiben lassen als zusätzliche Siedler, und zwar von den Soldaten, sollen sich nach ihrer Rückkehr nach Athen binnen dreißig Tagen in Brea einfinden als zusätzliche Siedler. Entsenden soll man die Apoikie binnen dreißig Tagen. Aischines soll (den Zug) begleiten und auszahlen die Gelder … Phantokles stellte den Antrag: Bezüglich der Apoikie nach Brea Übereinstimmung mit dem, was Demokleides beantragt hat, doch den Phantokles soll auftreten lassen die Erechtheis-Prytanie vor dem Rat bei dessen nächster Sitzung. Nach Brea sollen (aus der Schicht) der Theten und Zeugiten (stammende) Siedler ziehen …